# Saint-Martin-de-Ribérac
Saint-Martin-de-Ribérac település Franciaországban, Dordogne megyében. Lakosainak száma 728 fő (2022. január 1.). Saint-Martin-de-Ribérac Ribérac, Saint-Méard-de-Drône, Saint-Pardoux-de-Drône, Saint-Sulpice-de-Roumagnac, Siorac-de-Ribérac és Vanxains községekkel határos.

## Népesség
A település népessége az elmúlt években az alábbi módon változott:
| Lakosok száma | 647  | 594  | 607  | 676  | 711  | 719  | 716  | 734  | 739  | 728  |
|               | 1968 | 1982 | 1990 | 2006 | 2013 | 2015 | 2017 | 2019 | 2020 | 2022 |